# Xã Clinton, Quận Franklin, Ohio
Xã Clinton (tiếng Anh: Clinton Township) là một xã thuộc quận Franklin, tiểu bang Ohio, Hoa Kỳ. Năm 2010, dân số của xã này là 4.109 người.